# امیرنشین جبل شمر
امارت جبل شمر (به عربی: إمارة جبل شمر) یا امارت حائل دولتی بود که از میانه‌های سدهٔ نوزدهم میلادی تا سال ۱۹۲۱ بر نجد عربستان چیره‌بود. این دولت با نظام پادشاهی و از سوی دودمان آل رشید اداره می‌شد و پایتختش شهر حائل بود. قلمرو این دولت بخش‌هایی از کشورهای کنونی عربستان سعودی، عراق و اردن را دربرمی‌گرفت.
تأسیس این امارت به ۱۸۳۶ میلادی بازمی‌گردد. بیشتر تاریخ این دولت به جنگ با آل سعود بر سر کنترل بر نجد گذشت. در ۱۸۹۱ میلادی آل رشید با شکست دادن آل سعود در نبرد الملیداء آنان را از ریاض بیرون راندند. این رویداد سبب برافتادن دومین دولت آل سعود -معروف به امارت نجد- و الحاق قلمروشان در جبل شمر شد. آنان همچنین پیوندهایی با عثمانی داشتند.
در ۱۹۰۲ میلادی ملک عبدالعزیز سعودی، ریاض را گشود و دست به یک رشته لشکرکشی‌ها بر فتح سراسر عربستان زد. در این زدوخوردها میان آل رشید و آل سعود، آل رشید شکست خوردند و امیر آنان عبدالعزیز بن متعب کشته شد. در این زمان -که بحبوحهٔ جنگ جهانی اول بود- آل سعود با اتحاد با امپراتوری بریتانیا قدرت بیشتری به دست آوردند. سرانجام در ۱۹۲۱ میلادی، آل سعود کار امارت جبل شمر را یکسره ساختند.